# Class 60
De Class 60 is een zware, dieselelektrische goederentrein-locomotief gebouwd door Brush Traction. Spoorwegenthousiastelingen gaven hem de bijnaam sleepboot.

## Geschiedenis
In de jaren tachtig had British Rail behoefte aan een sterke diesellocomotief van de type 5-categorie voor zijn Trainload Freight-sector. Op 10 augustus 1987 schreef British Rail een aanbesteding uit voor 100 locomotieven met sluitingsdatum 7 november. Van de zes uitgenodigde bouwers schreven zich er slechts drie in:
- Metro-Cammell bood een bovenbouw van MetroCammell en verschillende tractiepakketten, veelal niet getest, maar kon niet garanderen dat die aan de eisen zouden voldoen.
- GEC werkte samen met General Motors Electro Motive. Zij boden een van de nieuwste technieken voorziene Class 59, te bouwen in het Verenigd Koninkrijk, waarschijnlijk in de werkplaats van BREL in Crewe, waarmee al een samenwerking bestond voor de bouw van de elektrische locomotieven van Class 91.
- Brush Traction bood een locomotief met naar keuze een Mirrlees- of Rustonmotor en voorzien van separately excited (sepex) tractiecontrole, zoals eerder getest bij de Class 58.

Uit de drie aanbieders werd Brush gekozen en er werden 100 locomotieven besteld voor rond de £120 miljoen. Brush kocht de onderdelen in bij onderaannemers met de eindmontage in de eigen fabriek te Loughborough. De bovenbouw, gelijk aan die van de Class 92, werd geleverd door Procor in Wakefield. De motor was een tot een hoger vermogen doorontwikkelde versie van de Mirrlees, die eerder was getest in de Class 37 nrs. 37901-37904.
De eerste locomotieven werden in juni 1989 afgeleverd en overgebracht naar Derby voor proefritten. Hierbij kwamen problemen met de tandwielen aan het licht, waardoor onder andere de wielophanging en de cilinderkoppen van de Mirleesmotor aangepast moesten worden.

## Ontwerp

### Bovenbouw
In tegenstelling tot de Class 59 en Class 66, die een vakwerkconstructie hebben, kreeg de Class 60 een monocoque-huidconstructie met diagonale liggers waarbij de buitenkant steun biedt aan het binnenwerk.
Voor de Class 60 werden twee cabines ontworpen en gebouwd als model op ware grootte van hout, plastic en metaal door de Engineering Development Unit van het Railway Technical Centre in Derby. Een van de ontwerpen kreeg een Franse neus zoals bij de SNCF CC 72000. Deze werd verworpen ten gunste van een traditionele cabine.

### Elektrisch
De hoofdgenerator is een Brush BA1006A, die de energie levert voor de tractiemotoren via een gelijkrichter. De hulpgenerator is een Brush BAA 702A, die de energie levert voor de ventilatoren, smeer- en oliepompen, de ventilatoren voor de motoren en de luchtpompen. Beide generatoren worden aangedreven door de hoofdmotor.
Ieder van de zes assen wordt aangedreven via een tandwielkast door een aan de as opgehangen vierpolige tractiemotor van het type TM2161A van Brush. Iedere motor heeft een eigen voeding die door een microprocessor wordt bewaakt. Het systeem is getest op de Class 58. Een van de mogelijkheden van dit systeem is dat een slippende wiel/as/motorcombinatie los van de andere motoren kan worden bijgestuurd.

### Motor
De motor is een Mirrlees Blackstone 8MB275T-achtcilinderdieselmotor van 145 liter en met een cilinderdoorsnede van 275 mm. De Mirrleesmotor was destijds een van de zuinigste motoren op de markt (189 g brandstof per kWh) maar verhoudingsgewijs zwaar. De motor werd ook met succes in de scheepvaart gebruikt, zoals op kleine schepen en veerboten. Er werden geringe onderhoudskosten verwacht door het geringe aantal cilinders in verhouding tot de geleverde energie.
Afmetingen
- Achtcilinderlijnmotor
- Cilinderdoorsnede 275 mm (10,8 inch)
- Zuigerslag 305 mm (12 inch)
- Vermogen 3.100 pk (2.311 kW) bij 1.000 rpm

## Operationeel

### British Rail
In 1990 kwam de Class 60 in dienst op de hoofdlijnen en verving hier de Type 3s-categorie Class 33 dubbeltracties in de regio Zuidoost, en ook de Class 20, 26, 27, 31 en 73. De Class 60 trok voornamelijk bouwtreinen (met name steenkooltreinen), waarbij deze locomotief ook de Class 56 en Class 58 verving, die zelf werden uitgerangeerd of overgeplaatst. Aanvankelijk werden de Class 60-locomotieven verdeeld over de divisies Loadhaul, Transrail en Mainline van British Rail. De introductie maakte dubbeltractie overbodig en langere en/of zwaardere treinen werden mogelijk.

### English, Welsh and Scottish Railway
Na de privatisering van British Rail werden alle locomotieven ondergebracht bij de English, Welsh and Scottish Railway (EWS). Het beleid van EWS was om de hele vloot in stand te houden en EWS herstelde daarom alle brand- en aanrijdingsschade. In 2003, 2004 werd een aantal overtallige locomotieven opgeslagen. Op hetzelfde moment werden de Class 47, 56 en 58 uitgerangeerd en werd het aantal Class 37-locomotieven verminderd. Van 2004 tot 2007 was tussen de 50 en 75 procent op een bepaald moment buiten gebruik. In 2007 werd het aantal rijvaardige exemplaren geschat op 60 locomotieven.

### DB Schenker (DBS)
In juni 2007 werd EWS overgenomen door DB Schenker, een volledige dochter van de Duitse spoorwegmaatschappij Deutsche Bahn AG. Sinds de overgang naar EWS/DB Schenker is de Class 60 vooral ingezet voor steenkool-, gruis-, ballast-, staal- en olietreinen. In 2009 was het grootste deel in de opslag en waren er nog slechts vijftien in dienst.
In september 2010 werden twintig stuks door DB Schenker UK afgedankt en in november 2010 kondigde DBS groot onderhoud voor twintig locomotieven aan. In januari 2011 werd aangekondigd dat zeven exemplaren in onderhoud zouden gaan, met een optie voor nog eens veertien locomotieven. In januari 2013 werd het onderhoud als "upgrade" naar een "Super 60" gekwalificeerd.
In 2012 werd een aantal Class 60-locomotieven te koop aangeboden via Romic-Ace International Pte Ltd. Eind 2013 zette DB Schenker Rail UK twintig locomotieven te koop. Deze zouden op 31 oktober 2013 voor £10 miljoen verkocht worden aan Wabtec uit Doncaster, maar dit werd in 2014 afgeblazen.

### Colas Rail
In juni 2014 werd bekend dat tien locomotieven waren verkocht aan Colas Rail. Het betreft hier de nummers 60 002/021/026/047/056/076/085/087/095/096. De eerste in de geel-oranje kleurstelling van Colas was de 60087, die werd gefotografeerd in Burton-on-Trent op 2 juni 2014.

## Namen en kleurstellingen

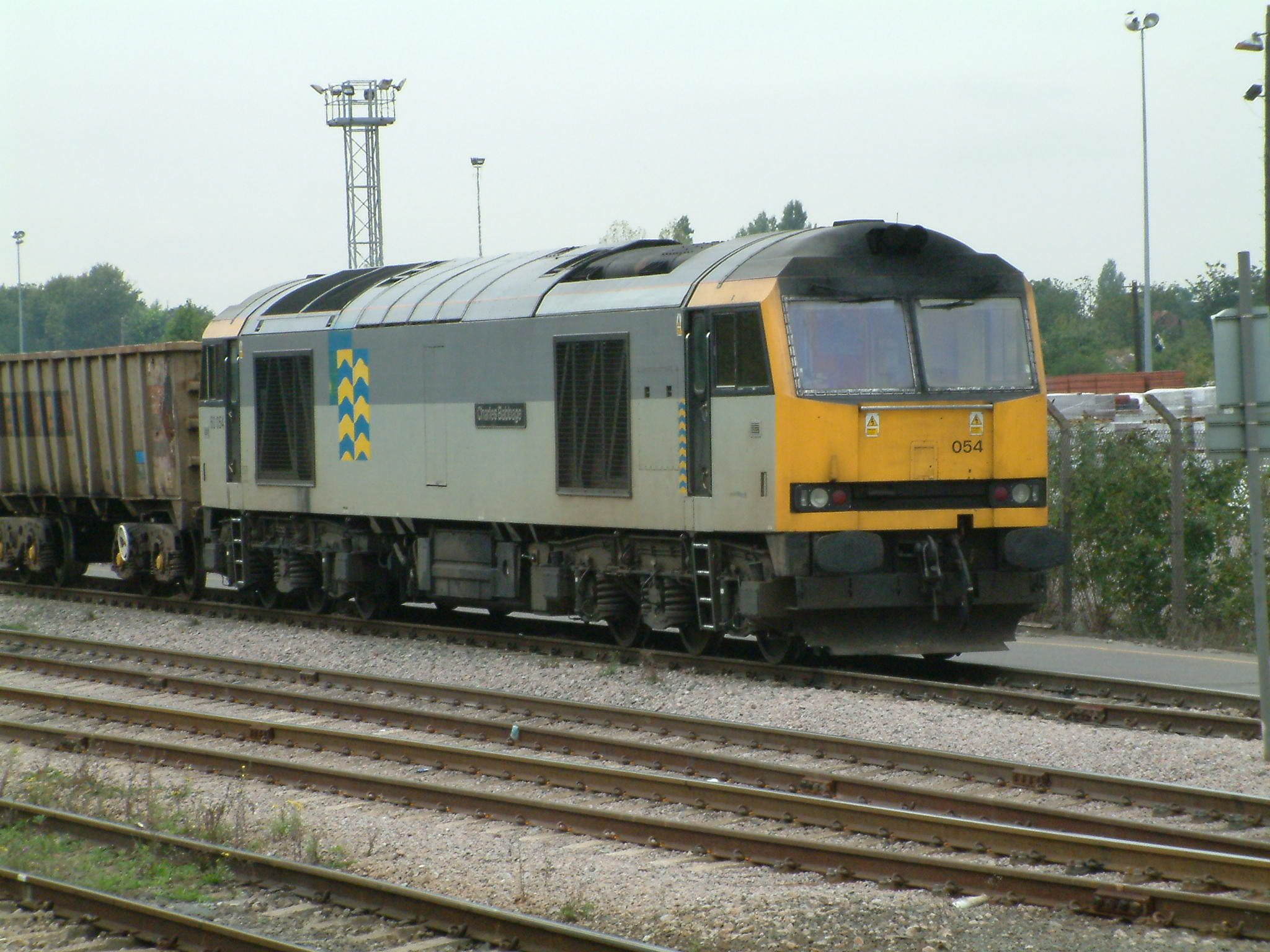
De 60054 genoemd naar Charles Babbage

In 1989 gaf Railfreight op traditionele wijze een naam aan de locomotieven. De locomotieven die werden ingezet voor de bouwsector en metaalsector werden genoemd naar Britse bergen, net als een aantal in de kolensector. De andere locomotieven, bestemd voor de kolen- en petroleumsector, werden genoemd naar bekende Britten, met de nadruk op ingenieurs en wetenschappers. De locomotieven 60001 en 60098 vormden de uitzondering op de regel en kregen respectievelijk de namen "Steadfast" en "Charles Francis Brush". De locomotieven kregen de bij hun sector behorende kleurstelling.
Na de overgang naar EWS werden de locomotieven overgeschilderd in de rood-gele EWS-kleurstelling zodra een schilderbeurt noodzakelijk was. Vele reden rond met stickers over de oorspronkelijke sectorkleurstelling om het eigendom van EWS te onderstrepen. Een aantal locomotieven werd hernoemd, zoals de 60033 (in Corus "Tees Steel Express") en de 60081 (geschilderd in een groene Great Western Railway-kleurstelling en omgedoopt tot Isambard Kingdom Brunel in 2000).
In 2007/08 kregen twee locomotieven een aparte kleurstelling. De 60074 kreeg een blauwe kleur en de naam "Teenage Spirit" in het National Railway Museum in York als onderdeel van een inzamelingsactie voor de "Teenage Cancer Trust". De 60040 werd rood geschilderd en kreeg de naam "The Territorial Army Centenary" als onderdeel van de festiviteiten rond het honderdjarig bestaan van de Territorial Army (thans de Army Reserve), de reservemacht van vrijwilligers van het Britse leger. Beide locomotieven werden later overgeschilderd in de standaard DB Schenker-kleurstelling.
In 2010 werd nummer 60099 overgeschilderd in de zilveren Tata Steel-kleurstelling bij Toton TMD en op 27 september onthuld bij de Tatafabriek in Scunthorpe.
In januari 2011 kreeg de 60011 als eerste de standaard DB Schenker-kleurstelling bij Toton TMD.
Eind mei 2014 verliet de 60087 Toton TMD in de Colas-kleurstelling; inmiddels zijn hier de 60021 en 60002 bijgekomen.